# Nothofagus menziesii
ノトファグス・メンジエシイ（Nothofagus menziesii）は、ニュージーランドに自生するナンキョクブナ科の樹木で、英名を silver beech（シルバービーチ）あるいは Southland beech（サウスランドビーチ）といい、前者を全体的あるいは部分的に意訳して和名をギンブナやシルバーブナとした例が存在する。マオリ語では tawhai（タファイ）、tawai（タワイ）、tirowhārangi（ティロファーランギ）という。
木材が得られる（参照: #利用）。

## 形態
高さ30 mまで、直径2 mまでになる常緑高木で、ときに大きい板根が出る。樹皮は若令木では銀白色であるが、年を経ると灰色を呈し、縦の割れ目が入って裂片化しささくれ立ってくる。若枝には褐色毛を布く。葉は三角状広卵形、または菱形からほとんど円形で、長さ0.6 - 1.5 cm、幅0.5 - 1.5 cm、鈍頭ないし円頭、基部は広い楔形から円形、切形を示した左右不同である。厚い革質で、縁は厚目になって不規則な重鋸歯をもつ。下面の中肋を除き両面無毛の脉腋に縁毛がある。葉柄は長さ2 mmで褐色毛を生ずる。新葉はしばしば黄色で縁が橙黄色を呈する。

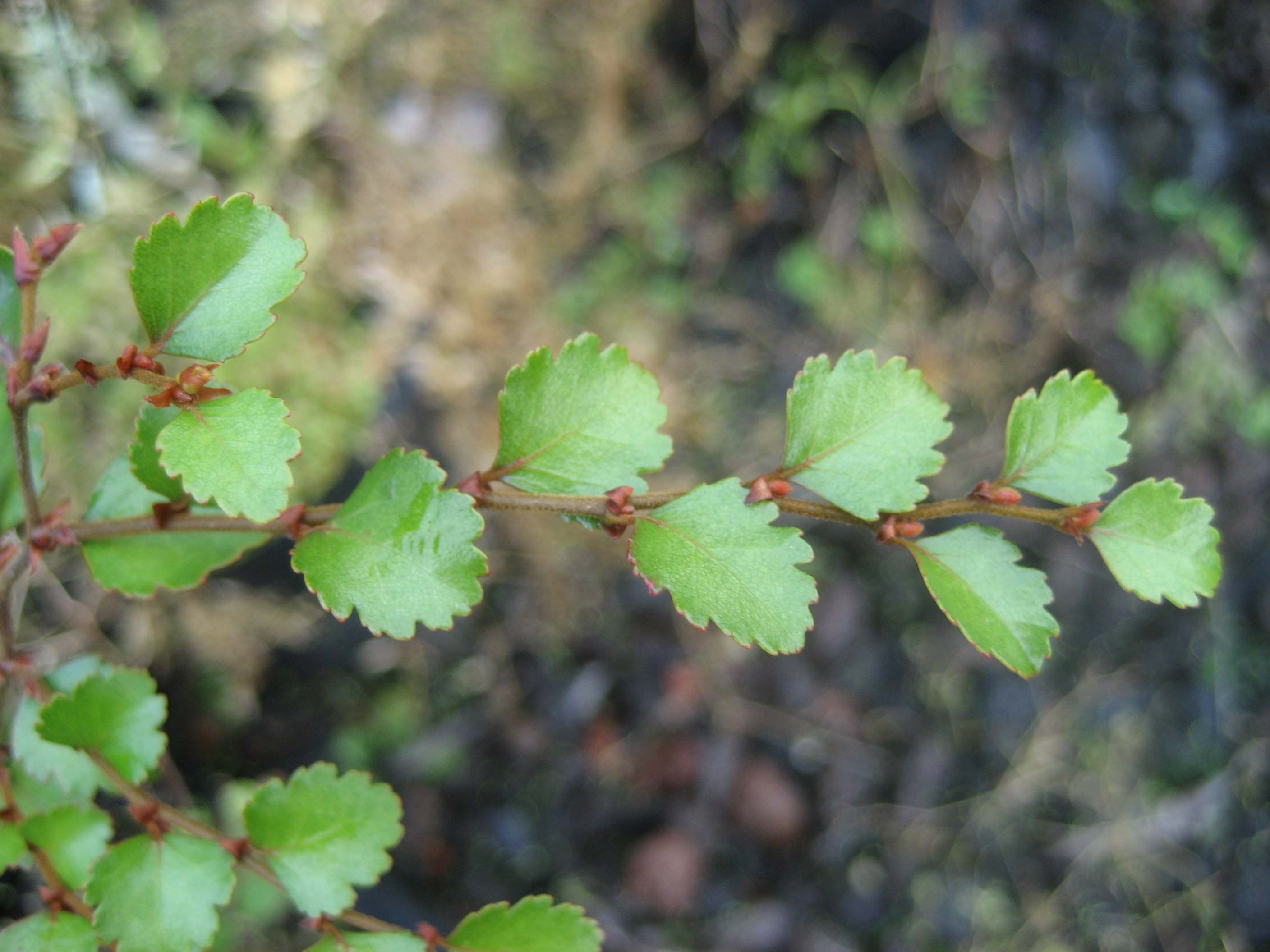
ギンブナの葉
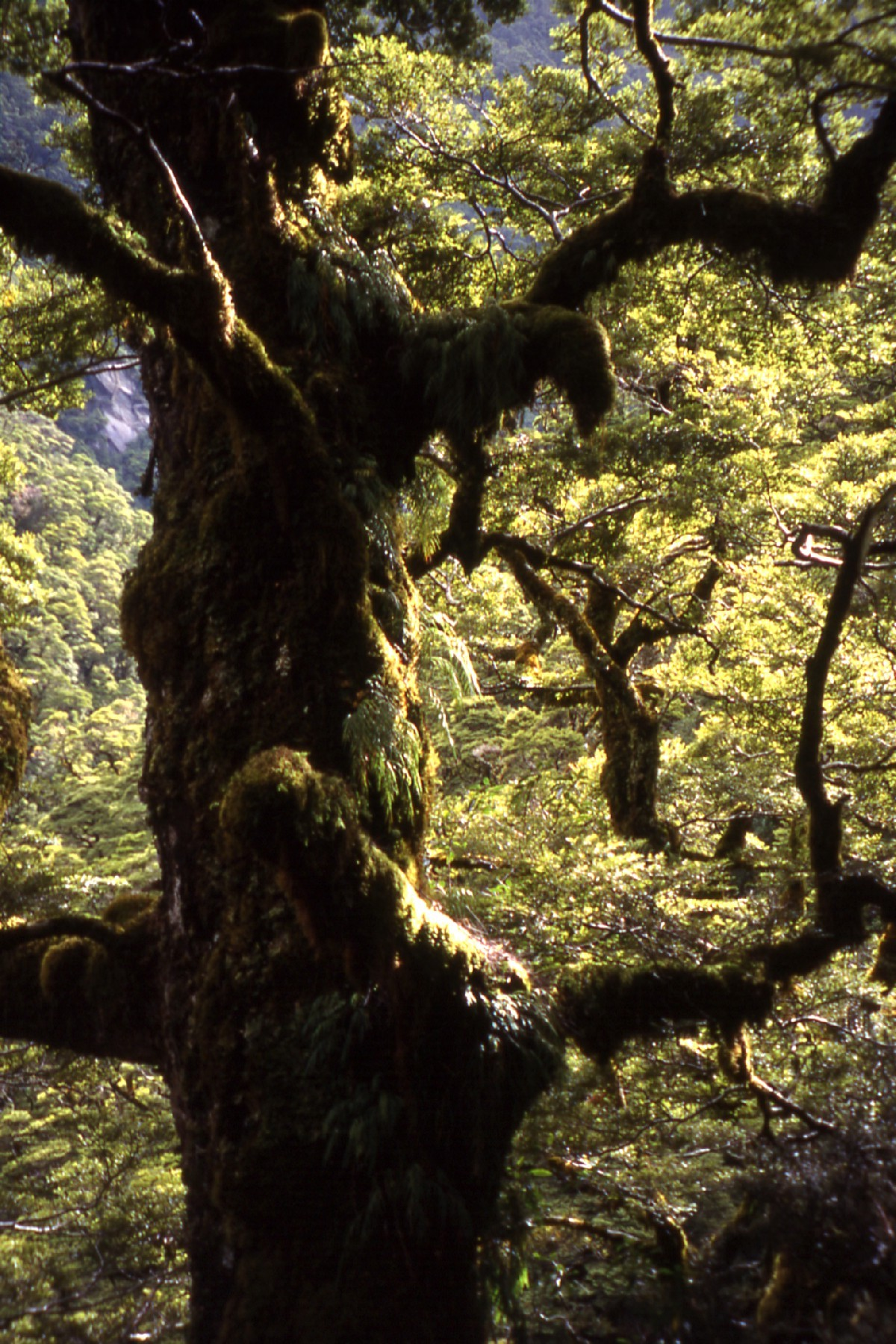
ギンブナの大木
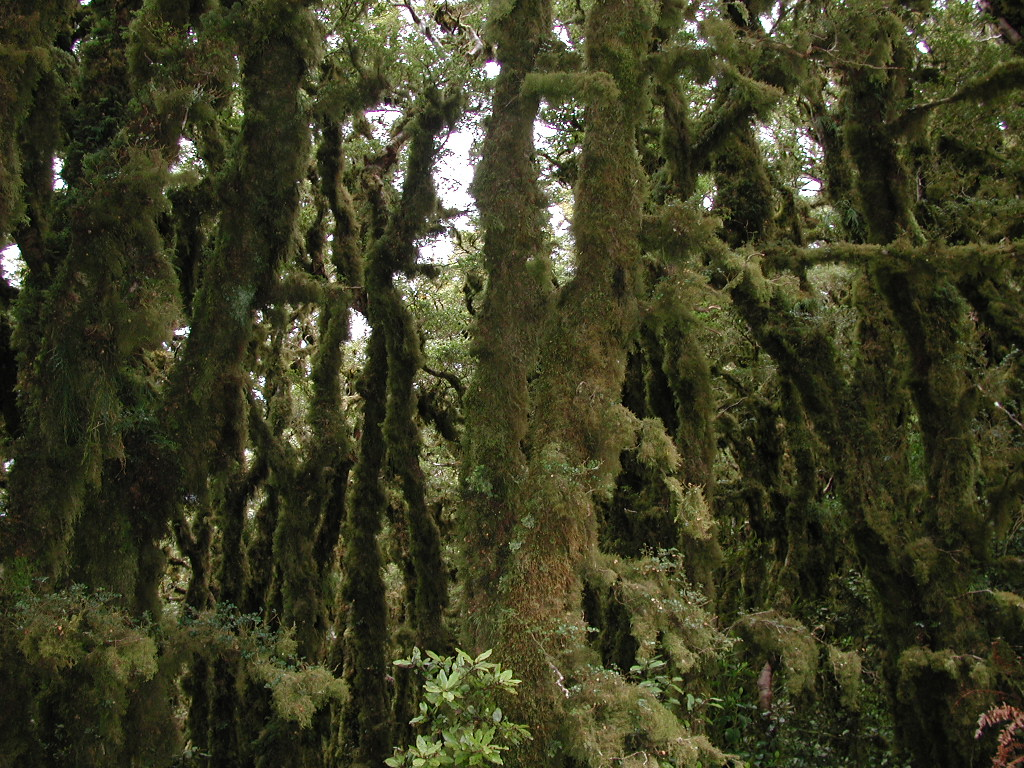
ギンブナの森
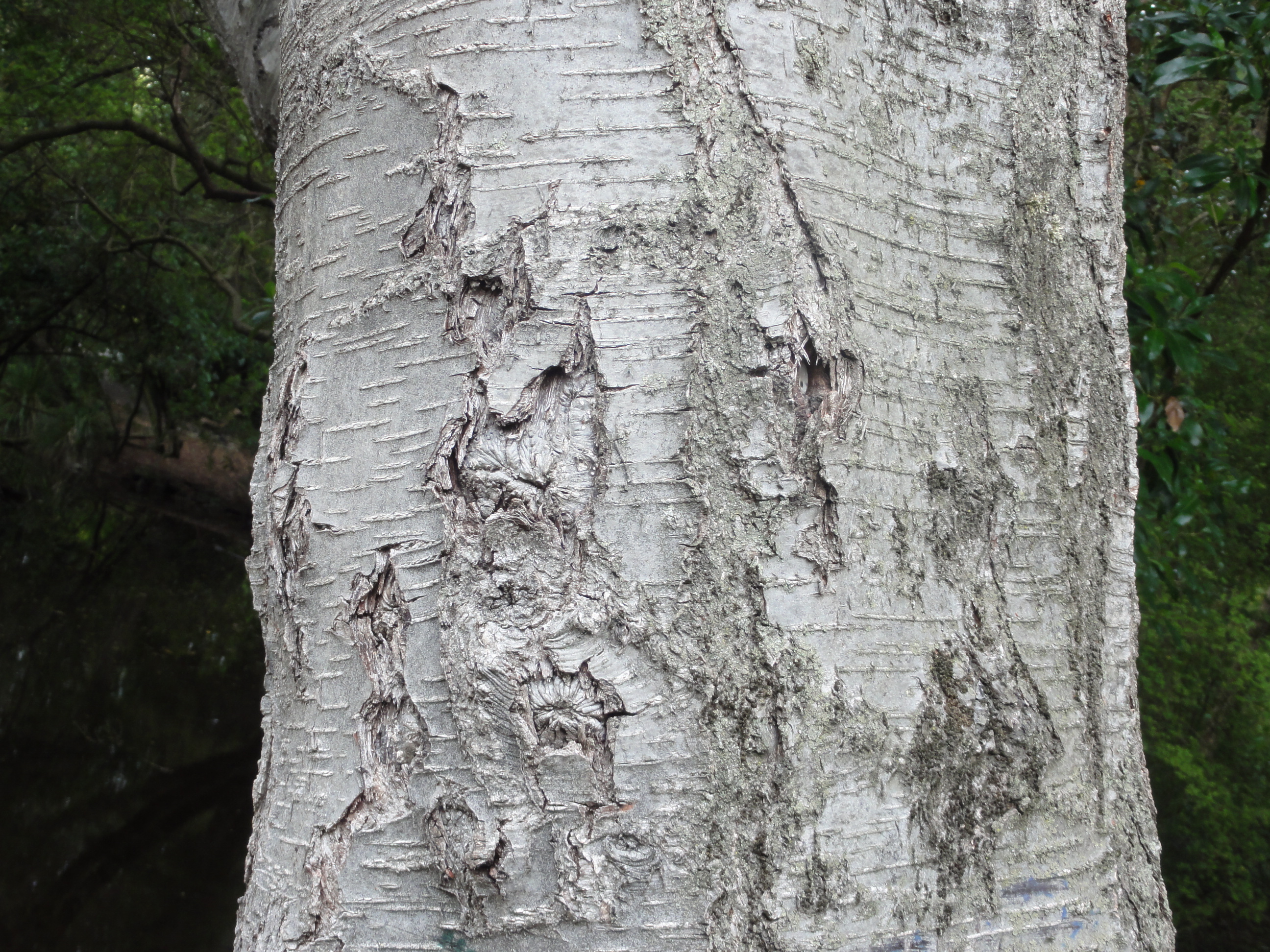
ギンブナの樹皮

## 利用
材は散孔材で、辺材は灰白色で狭く、心材は淡紅褐色、紅褐色を呈し、両者の間に推移帯がある。生長輪は不明瞭である。木理は一般に通直、肌目は精で均質である。製材は普通、乾燥は材質によって変化があり、普通またはやや困難で木口割れが出やすいものがある。切削加工は一般に容易で、仕上げ面はほぼ平滑である。塗装、研磨、釘・木ねじの保持などはおおよそ良好で、蒸し曲げ加工には好適とされている。心材は耐久性があり、辺材もヒラタキクイムシの食害は少い。心材への防腐薬剤の注入処理は困難である。一般に南島産のものは良質で加工容易とされている。建築構造材、フローリングを含む建築内装・造作材、家具・キャビネット、工具の柄などの器具材、車両、船舶・ボート、箱と包装材、枕木、施削物、玩具その他に用いられる。 